# 日東ライフテック
日東ライフテック株式会社（にっとうライフテック、NITTO LIFETEC CORPORATION）はかつて存在した日東電工の子会社。無溶剤粘着テープの製造・開発・販売および通気材料、ヘルスケア製品の製造・開発・販売を行っていた。特に溶剤を使わない接着（ホットメルト、粘着テープなど）の技術開発に強みを持っていた。

## 沿革
- 1996年 - 「日東ライフテック株式会社」設立。
- 2016年 - 株式会社ニトムズに吸収合併され解散。

## 事業所
- 本社工場（愛媛県松山市）
- 東京営業所（東京都品川区大崎）
- 大阪営業所（大阪府大阪市北区梅田）
- 松山営業所（愛媛県松山市）